# Palacio de Teodorico

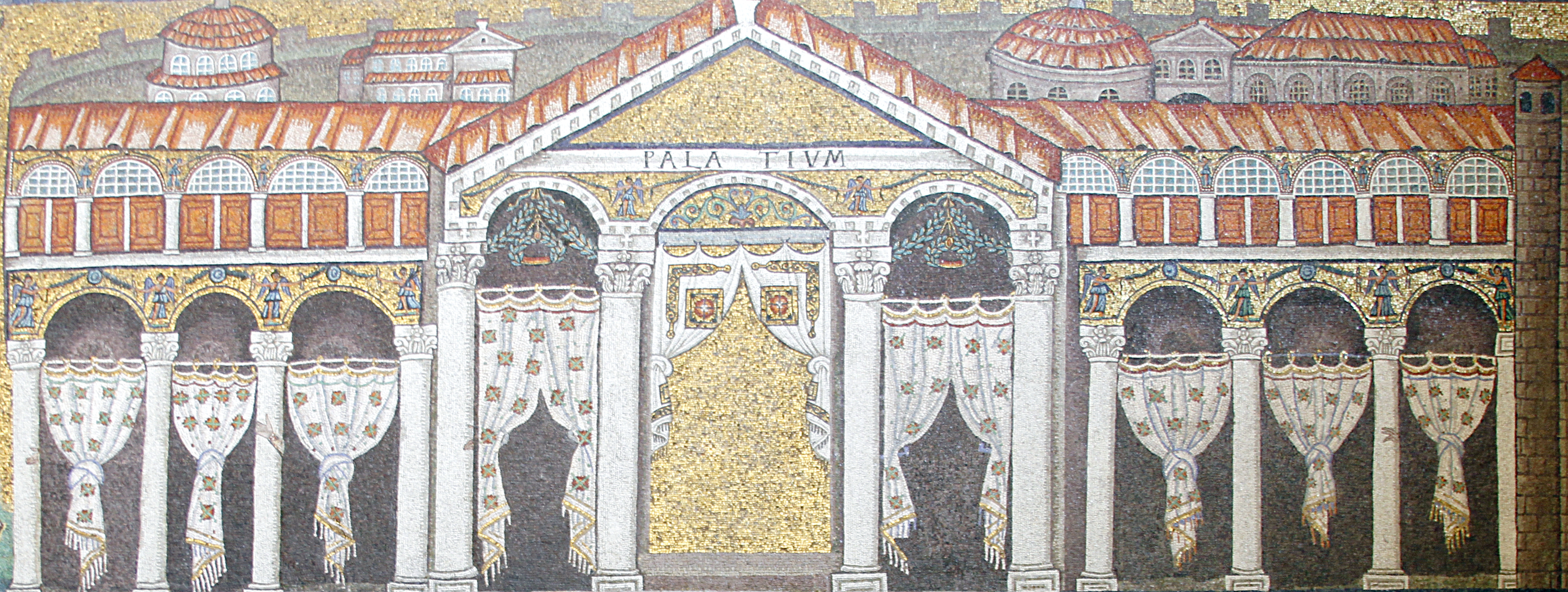
Palativm se lee en el dintel de esta arquitecctura representada en los mosaicos de la actual basílica de San Apolinar el Nuevo, que era la capilla del palacio de Teodorico.

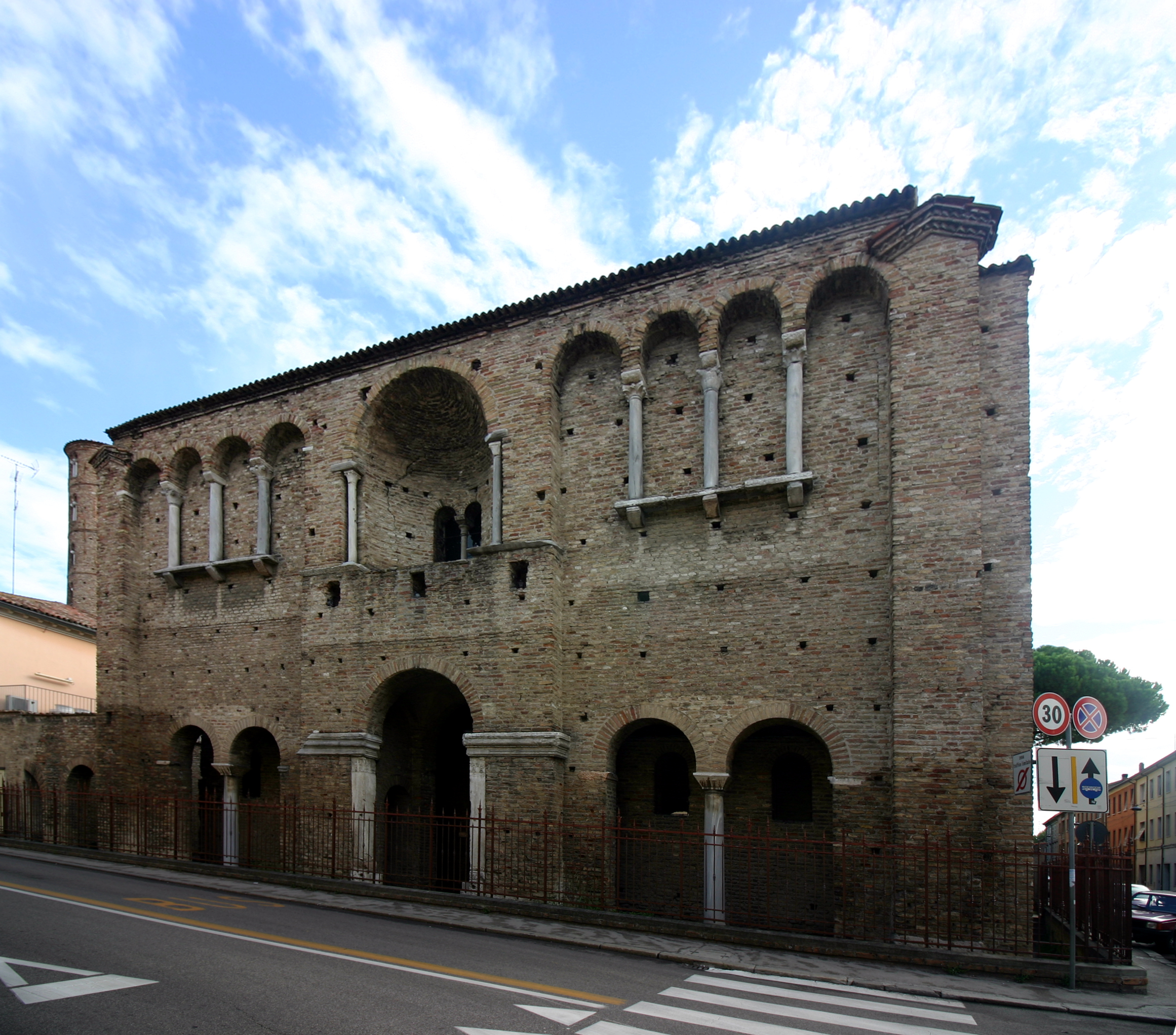
Restos del palacio de Rávena.

El palacio de Teodorico en Rávena (Italia) fue uno de los varios palacios que Teodorico el Grande (454-526), rey de los ostrogodos, construyó en distintos lugares de su reino en Italia (al menos otro en Monza y un palacio destinado a la caza en Galeata); aunque dado que Rávena fue su capital y principal residencia de su corte regia, que pretendía emular a la de los emperadores romanos (Roma había quedado relegada a corte papal), fue este el palacio que más tiempo ocupó durante su reinado (desde que tomó la ciudad, en el año 493, hasta su muerte en 526), y el que más interés tuvo en enriquecer y convertir en una suntuosa residencia.
Solo se conserva la primera crujía y la fachada, de composición simétrica basada en arcos y columnas monolíticas de mármol, que fueron reutilizadas de edificios romanos anteriores. Los capiteles son de distintos tipos y tamaños para adaptarse a las diferentes alturas de los fustes.
Como capilla palatina ―consagrada en el año 505 a la advocación de Cristo Salvador y para culto arriano―, se construyó la actual basílica de San Apolinar el Nuevo. Los mosaicos contenían una serie de retratos de Teodorico y su corte (que fueron eliminados tras la conquista bizantina, en 540), y dos excepcionales representaciones paisajísticas del puerto de Classe y de la ciudad de Rávena (que sí se conservan). Esta última incluye especialmente una vista del propio palacio, en perspectiva forzada, que hace ver en un mismo plano tres lados de un peristilo de columnas corintias que sostienen una galería de arcos de medio punto. En la zona central, destaca un hastial (no un frontón clásico), que incluye un dintel donde está escrita la palabra Palativm.
El Anónimo Valesiano cuenta que Teodorico «finalizó completamente el palacio, pero no lo dedicó».
Tal texto parece indicar que, aunque Teodorico lo completó, no fue él quien encargó inicialmente su construcción.
Casiodoro, en su Orationum Reliquiae describe cómo «la superficie de los mármoles reluce con el mismo color que las gemas, el oro brilla por todas partes... mosaicos delinean las filigranas de piedras; todo el conjunto está adornado con reflejos de mármol que dejan ver pinturas a la encáustica».
Posteriormente el palacio fue la sede del exarcado bizantino.
A finales del siglo VIII, Carlomagno obtuvo del papa Adriano I el permiso para arrancar los mármoles y pavimentos del Palacio de Rávena para decorar su propio palacio de Aquisgrán.
El arquitecto carolingio Eudes de Metz escogió las columnas de pórfido del palacio de Rávena para el piso superior de la capilla palatina de Aquisgrán, posiblemente el lugar que ocupaba Carlomagno.

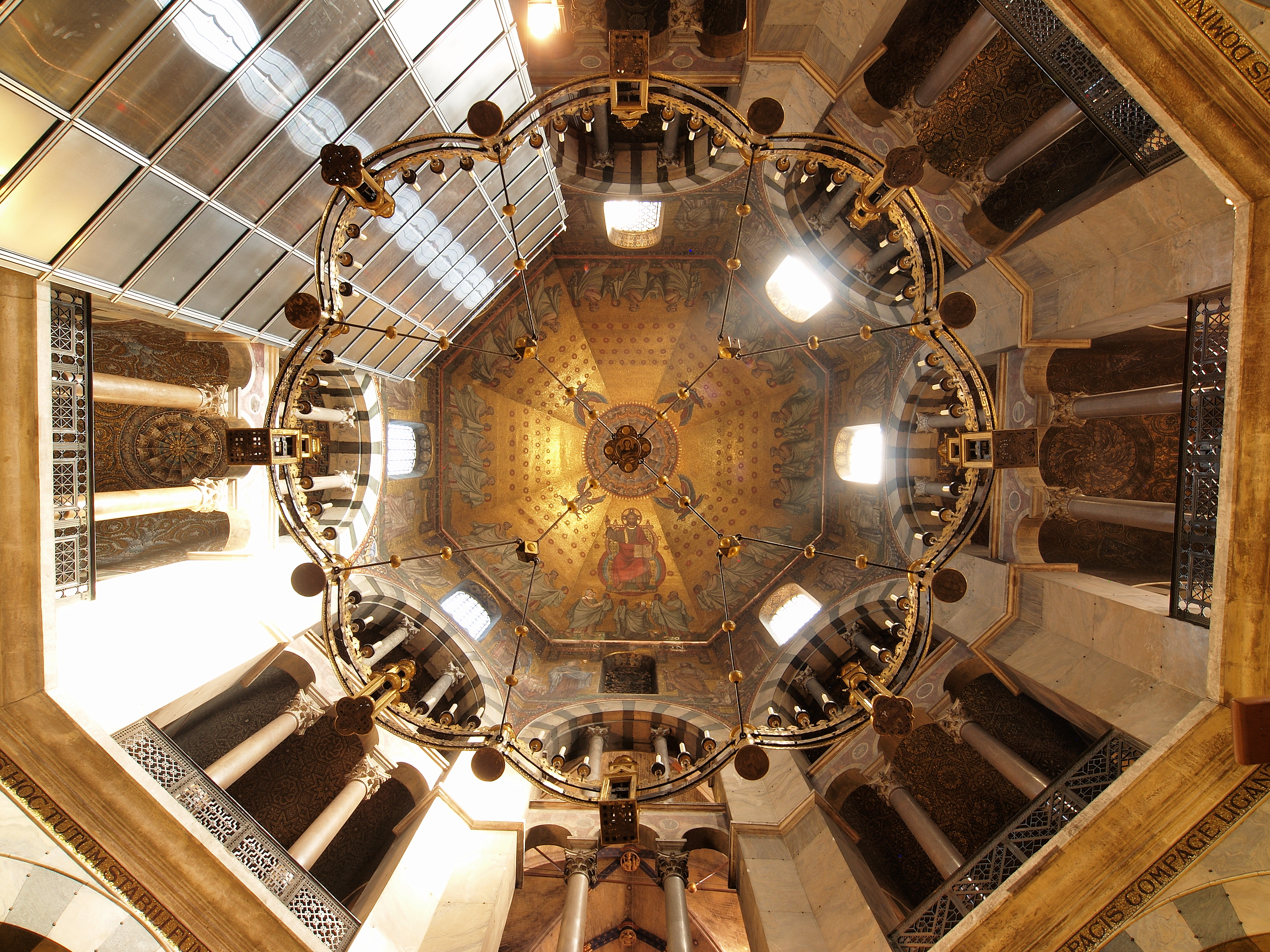
Galería superior de la capilla palatina de Aquisgrán.

Se supone que el palacio de Teodorico influiría en el diseño de los palacios visigodos (reino visigodo de Tolosa y reino visigodo de Toledo), de los palacios merovingios y carolingios y de la tipología prerrománica de Aula Regia en los reinos de la Europa occidental en la Alta Edad Media.